# 南开大学滨海学院
南开大学滨海学院，肇始于2002年，正式成立于2004年，由天津市滨海新区人民政府与南开大学合作建立的独立学院。该校由南开大学为纪念南开大学老校长张伯苓所建，原名南开大学伯苓学院，后定名南开大学滨海学院。2024年，该校停止办学，原址建设新的南开大学滨海校区。

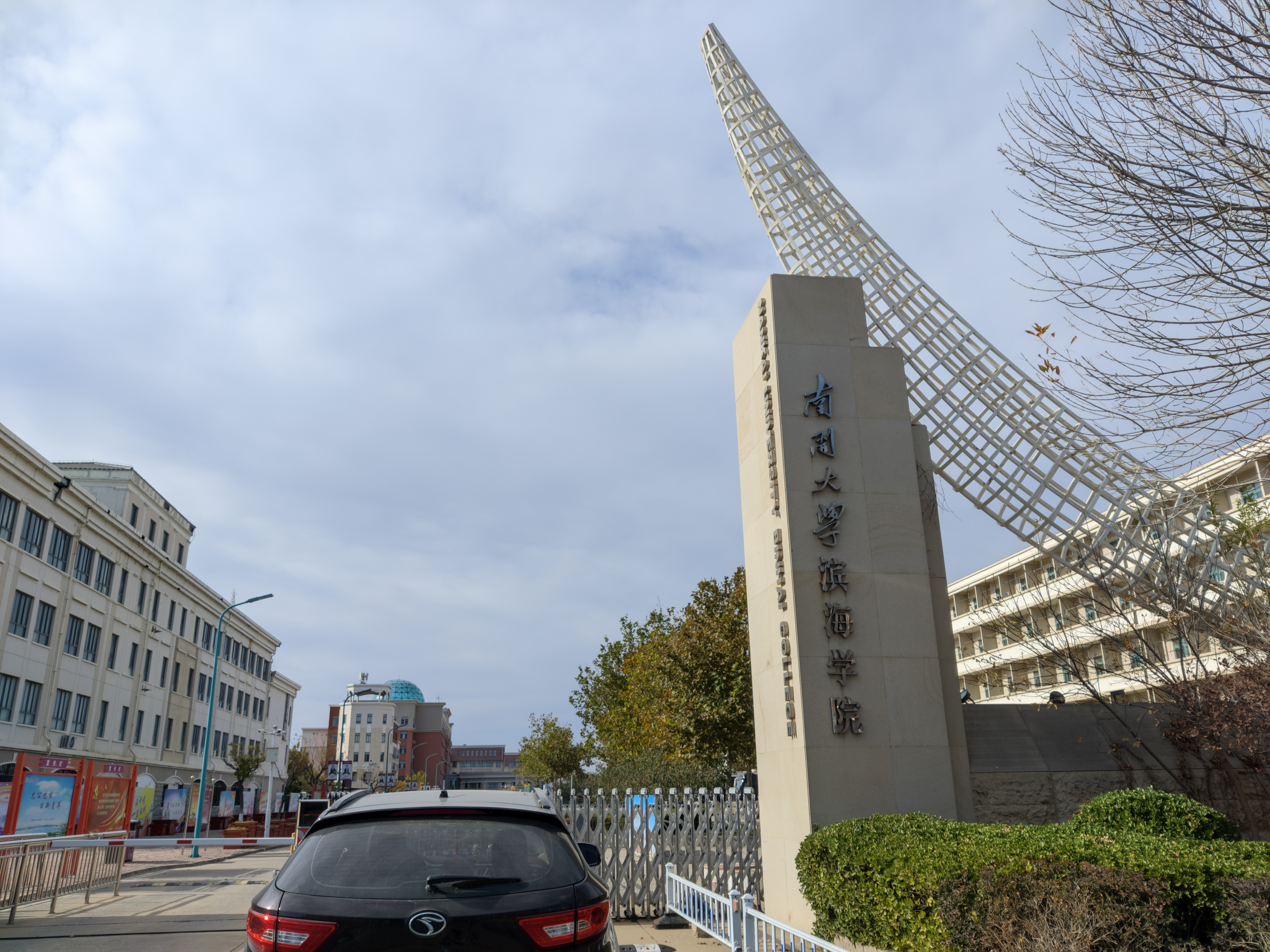
南开大学滨海学院东门

## 历史沿革
2004年，原天津市大港区政府与南开大学合作建立的南开大学伯苓学院，后定名南开大学滨海学院。符合学位授予条件的，授予南开大学滨海学院的學士學位證書。
2021年3月，南开大学与滨海新区签订协议，合作共建南开大学滨海校区；同年，南开大学滨海学院停止招生。
2024年6月14日，南开大学滨海学院举办2024届毕业典礼，该校20年的办学历史宣告结束。